# フォレオ博多
フォレオ博多（フォレオはかた）は、福岡県福岡市博多区東那珂1丁目にある複合商業施設である。

## 概要
筑紫通りと県道福岡日田線を結ぶ市道竹下駅前線沿い、御笠川右岸の那珂大橋のたもとに立地する。竹下駅から北東約1km、福岡空港国際線ターミナルからは南西に約2kmの位置である。
建物は鉄骨造地上3階建で、大和ハウス工業が企画・開発・施工を行った。
2008年（平成20年）3月14日、株式会社モリモトの運営により、レガネット東那珂店やマツモトキヨシ、千金ワールド、福家書店など64テナントが入るショッピングモール「クイズモール博多」としてオープンした。その後同年12月には大和ハウス工業が買い取り、2010年（平成22年）までにレガネットなど従来のテナントが撤退し、同年10月22日には新たにルミエール、サンキ、スポーツクラブNASなどがテナントとなりリニューアルオープンし、名称が「フォレオ博多」に変更された。

## 主な店舗
出店テナントの詳細は公式サイト「ショップ情報」を参照。
- ルミエール東那珂店
- サンキ
- SoftBank
- パソコン工房
  - mineoショップ 福岡
- サイゼリヤ
- セリア
- スポーツクラブNAS博多
- ミスタードーナツフォレオ博多ショップ
- ニトリ デコホーム
- ８ビットゲームプログラムスクール
- 阪急ベーカリー
- 宝くじ売り場

## 周辺の主な商業施設
- コマーシャルモール博多 - 那珂大橋の1本北側の東光寺橋のたもとに位置しておりフォレオ博多との距離は約600m程度。
- ららぽーと福岡
- 博多ミスト
- ザ・ビッグ福岡空港南店

## アクセス
- 鹿児島本線竹下駅より徒歩15分
- 西鉄バス 40・44・45番系統 宮園バス停より徒歩3分